# 官嶼里
官嶼里是中華民國金門縣金沙鎮的一個里，北臨海，東南與三山里相鄰，西南與西園里相連，有青嶼、官澳、塘頭三個居民點，取青嶼、官澳各一字命名，人口約二千人。

## 概況
全境以馬山為中心西北高四周低，溪流以官澳溪為主，居民主要從事牡蠣養殖和鹽田業，海岸曾設有官澳渡津，可與晉江安海鎮來往，國軍進駐金門後商業迅速發展，戰地政務解除後漸漸式微，由於是金門東北航道的咽喉，成為歷代海防要地，明洪武二十年（1378年）設巡檢司於官澳，國軍亦曾於此設置馬山要塞，民國八十四年（1995年）成立金門國家公園，官嶼里被包括在公園之内。